# Netschajiwka (Kropywnyzkyj)
Netschajiwka (ukrainisch Нечаївка; russisch Нечаевка Netschajewka) ist ein Dorf in der ukrainischen Oblast Kirowohrad mit etwa 440 Einwohnern (2024).
In dem Anfang des 19. Jahrhunderts gegründeten Dorf lebte und arbeitete zwischen 1919 und 1922 der ukrainisch-sowjetische Schriftsteller Iwan Mykytenko (Іван Кіндратович Микитенко, 1897–1937). Im Dorf gibt es ein Museum zu dem hier geborenen Schriftsteller Jurij Janowskyj.
Die Ortschaft liegt am Ufer der Suhoklija (Сугоклія), einem 58 km langen Nebenfluss des Inhul, 20 km westlich vom ehemaligen Rajonzentrum Kompanijiwka und 44 km südlich vom Oblastzentrum Kropywnyzkyj.
Am 12. Juni 2020 wurde das Dorf zum Zentrum der neugegründeten Siedlungsgemeinde Kompanijiwka, bis dahin bildete es zusammen mit den Dörfern Krynytschuwate (Криничувате) und Solotnyzke (Золотницьке) die gleichnamige Landratsgemeinde Netschajiwka (Нечаївська сільська рада/Netschajiwska silska rada) im Westen des Rajons Kompanijiwka.
Am 17. Juli 2020 kam es im Zuge einer großen Rajonsreform zum Anschluss des Rajonsgebietes an den Rajon Kropywnyzkyj.

## Söhne und Töchter der Ortschaft
- Jurij Janowskyj (1902–1954), ukrainischer Schriftsteller, Dramatiker, Dichter und Drehbuchautor